# Promenade Georges-Ulmer
La promenade Georges-Ulmer est une voie située dans les quartiers Saint-Georges et des Grandes-Carrières des 9e et 18e arrondissements de Paris.

## Situation et accès
La promenade Georges-Ulmer débute au droit du 17, boulevard de Clichy (place Pigalle) et se termine au droit du no 39 du même boulevard (rue Fromentin).

## Origine du nom
Elle porte le nom de l'auteur-compositeur-interprète Georges Ulmer (1919-1989), qui célébra par la chanson Pigalle le quartier du même nom.

## Historique
Cette voie, qui constitue en réalité le terre-plein central du boulevard de Clichy, prend son nom par arrêté municipal du 18 mai 2005.